# Roller agressif
 (novembre 2015).
Si vous disposez d'ouvrages ou d'articles de référence ou si vous connaissez des sites web de qualité traitant du thème abordé ici, merci de compléter l'article en donnant les références utiles à sa vérifiabilité et en les liant à la section « Notes et références ».

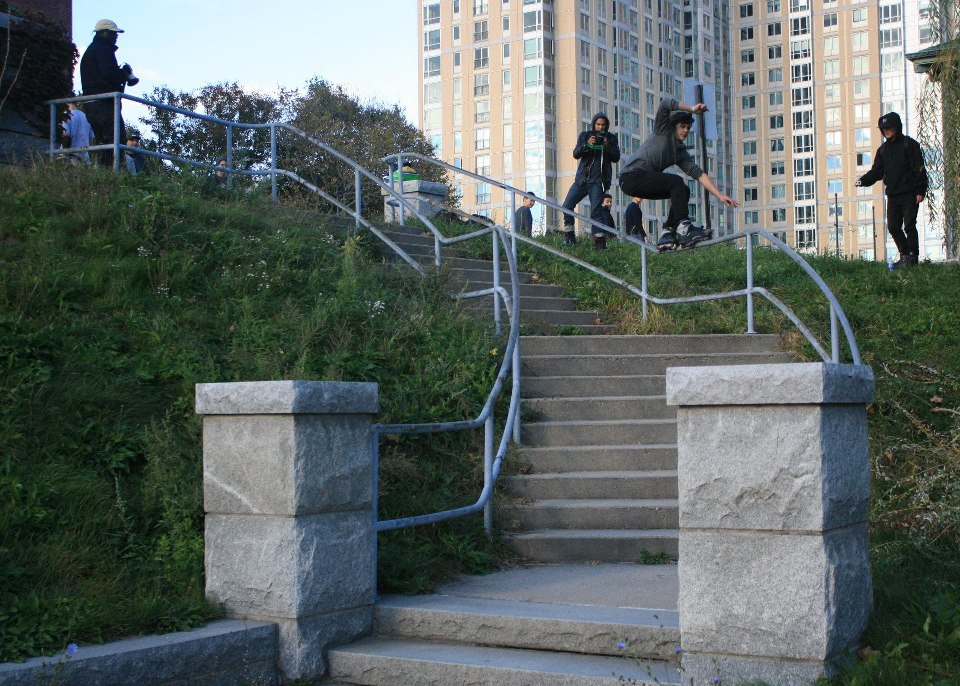
Roller agressif sur une rampe d'escalier à Cambridge (Massachusetts), novembre 2012.

Le roller agressif est un sport de glisse urbaine qui se pratique à l'aide de rollers in line spéciaux. Il consiste à utiliser le mobilier urbain ou des équipements sportifs adaptés, les skateparks, pour réaliser des figures, appelées tricks.
Comme dans tout sport de glisse, l'apprentissage de nouvelles figures s'accompagne de nombreuses chutes, c'est pourquoi dans la plupart des skateparks payants, le port du casque est obligatoire, et le port des protections fortement conseillé (genoux, coudes, poignets, parfois tibias et fessiers).

## Branches de pratique

### Street
Le street se pratique dans la rue. Le rider transforme la ville et ses infrastructures en terrain de jeu.
Le saut d'une plate-forme à une autre est appelé gap. l'atterrissage est souvent en contrebas, ce qui donne de l'ampleur et permet de réaliser des rotations et des grabs. Il peut se faire par exemple par-dessus un escalier.
Le grind consiste à glisser sur une barre métallique ou un rebord de muret. Il peut être réalisé dans différentes positions, qui définissent le style de la figure. Pour faciliter la glisse, le rider frotte le rebord ou la barre avec de la cire (wax). Le grind s'accompagne parfois d'une dégradation du mobilier urbain, et les villes essayent de le limiter en installant des anti-skate sur les bancs et rambardes d'escalier.
Le cess-slide est une technique de glisse sur la coque du roller souvent réalisé au sol ou sur un plan incliné ou ledge.Il consiste à placer ses rollers en travers de la trajectoire et à les pencher de sorte que les roues et la coque se mettent à glisser. Il existe des variantes avec des rotations pour lui donner plus de style.

### Vert
De l'anglais vertical ce type de pratique se pratique dans une rampe (ou half-pipe) ou encore « U » : c'est en effet un module en forme de « U » (aussi appelé la Méga), c'est-à-dire un semi-tuyau. Il est constitué de deux courbes jointes en leur base.
- Il existe plusieurs types de rampes : les big (comme à Lyon au quartier de Gerland[1]) qui sont de grandes rampes de 4,5 mètres de haut jusqu'à 15 mètres de large ; les « minirampes », de petites rampes de 1 à 2 mètres de haut ; et enfin les bowls, des rampes en forme de bol qui n'ont pas d'arêtes latérales en bas.

### Park

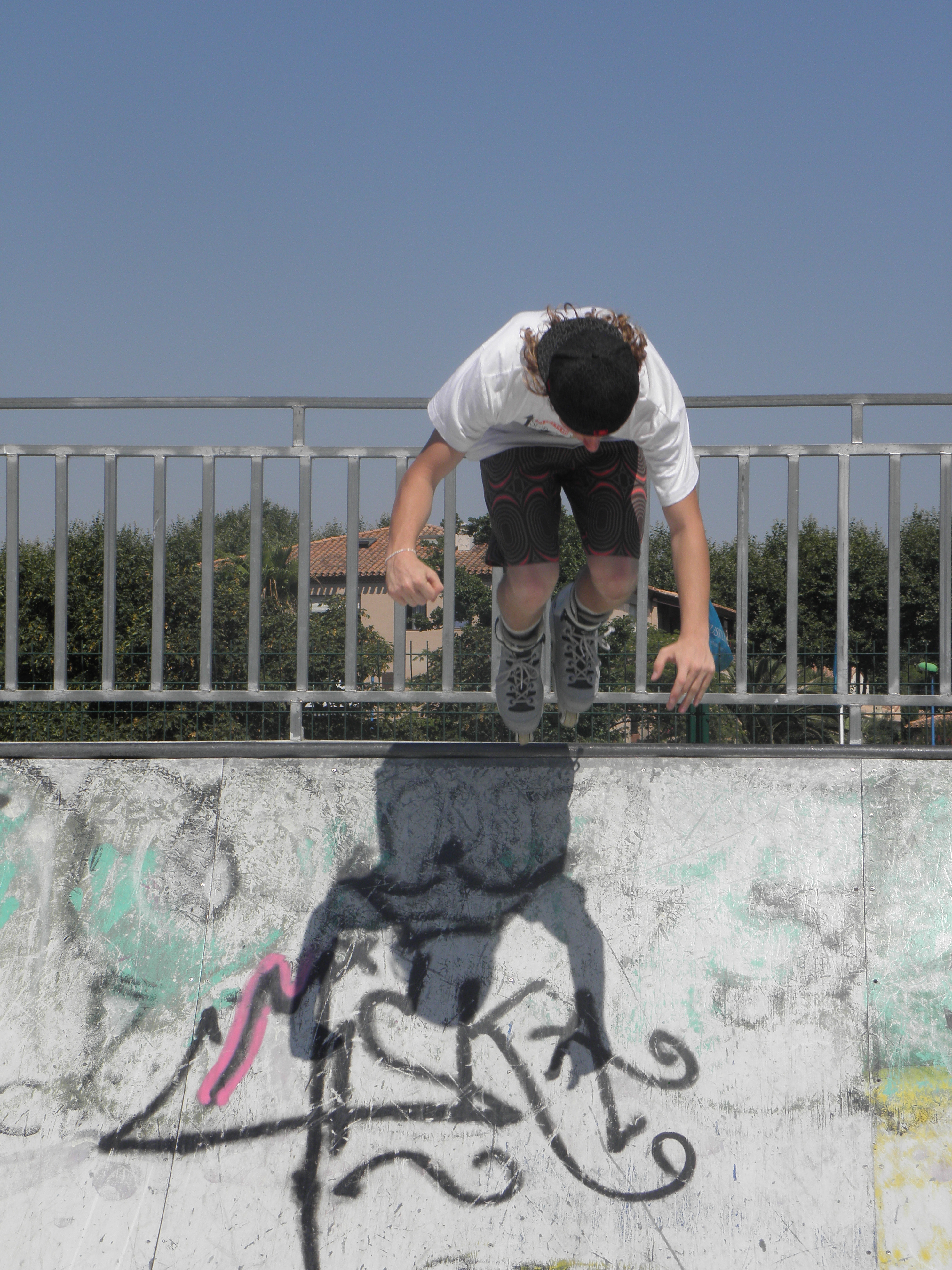
Air dans un half-pipe

Pratique la plus polyvalente, le Park permet à la fois d'effectuer des grinds, des rotations diverses et variées et des transferts (saut d'une zone du park à une autre).

#### Modules
L'image à droite présente un module en forme de courbe permettant un ralentissement puissant ainsi qu'un changement de direction.
Le reste du skatepark est constitué de modules, sur lesquelles des rotations, engagées ou non, sont possibles.
Plan incliné ou quarter(module de lancement) Le plan incliné un module, généralement de lancement, qui permet de prendre de l'élan pour aller réaliser des tricks sur des modules de transfert ou des courbes, bien que certains skateurs l'utilisent malheureusement pour réaliser des 180...

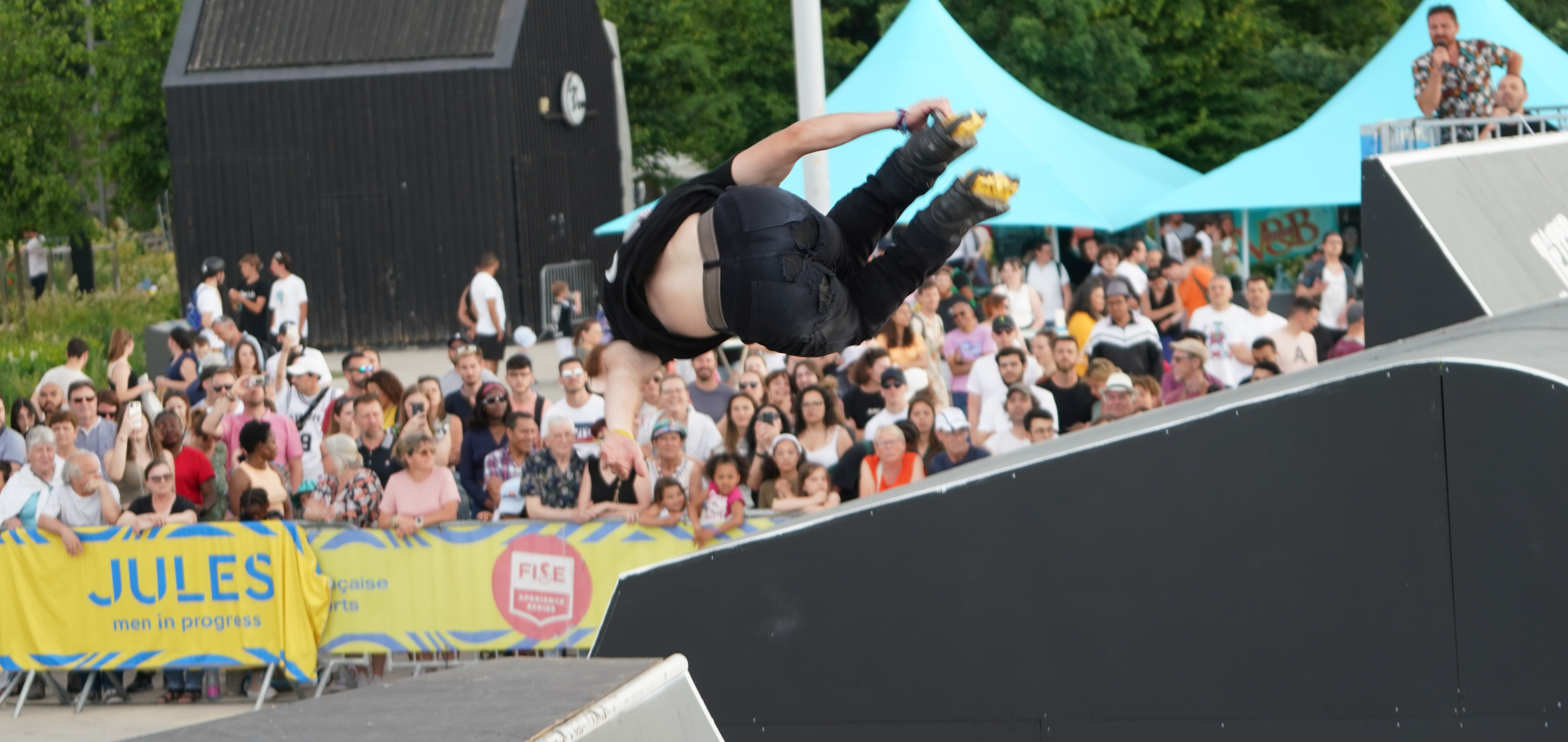
Fun box.

Funbox ou box(module de transfert) c'est un module comportant un plan courbe, une table, puis un autre plan, mais incliné cette fois. Ce module est idéal pour les rotations engagées.
Pyramide(module de transfert) ce module est constitué de 3 plans inclinés, qui se rejoignent autour d'une table rectangulaire. Ce module est idéal pour les rotations en transfert et les petites figures, mais beaucoup moins adapté aux rotations engagées.
Courbe(module de lancement) comme son nom l'indique, ce module a une forme incurvée qui permet une plus grande prise de vitesse lors d'un lancement. Ce module est idéal pour gagner beaucoup de vitesse rapidement, et prend aussi moins de place que les plans inclinés classiques dans les skateparks.

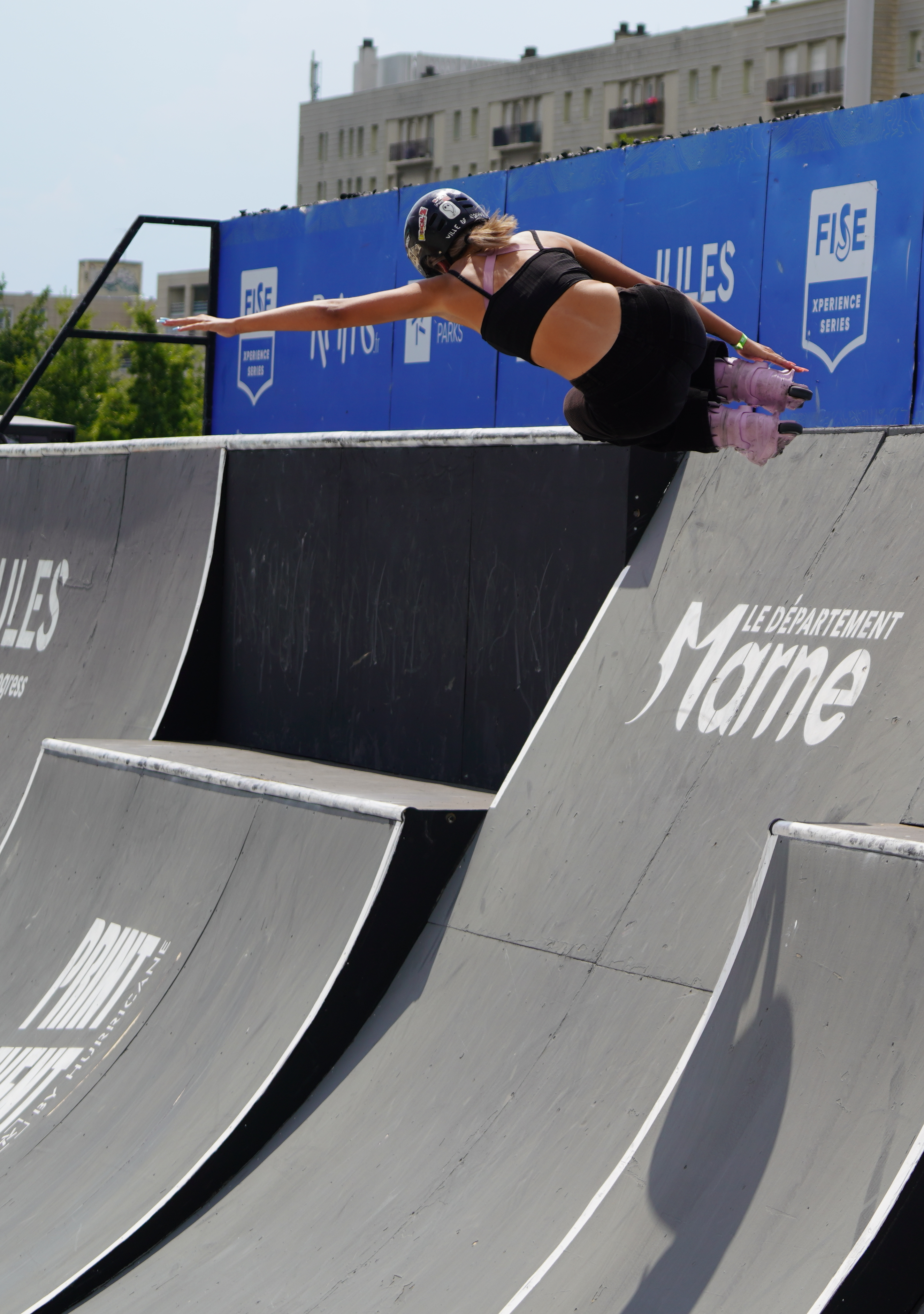
Module de lancement avec plusieurs hauteurs.

Langue(module de lancement) Il existe très peu de modules de ce type : c'est un module en forme de courbe, mais qui a en plus une bosse à son point le plus haut. C'est un module idéal pour prendre de la vitesse et réaliser des figures nécessitant beaucoup d'élan.
Wall(module de changement de direction) aussi appelé « mur », le wall est un module en forme de courbe, accompagné d'un plan vertical pouvant atteindre les 11 mètres de haut. C’est un module généralement utilisé pour repartir dans le sens inverse dans lequel on est arrivé. Il permet aussi de mesurer l'impulsion et la vitesse du patineur.
Spine(module de transfert) c’est un module reprenant deux courbes chacune mise de façon opposée, elle forme un triangle. Le rider peut soit caler ses rollers sur le sommet et exécuter une figure ou le passer en transfert, c'est-à-dire en sautant le sommet. Il est généralement positionné à côté du box (ou funbox) afin que les riders puissent exécuter un transfert de la funbox au spine.

### Freeride
Le freeride se rapproche du street du fait qu'il se pratique dans la rue, mais l'intérêt ici n'est pas de faire de grosses figures, mais de pouvoir parcourir la ville de manière complètement libre. Les tricks ne servent pas à être impressionnant, mais à pouvoir aller où le rider le souhaite sans contrainte.

### Powerblading
Discipline plus récente, le powerblading provient de la pratique du street, l'idée est de continuer d'explorer la rue tel un terrain de jeu et d'effectuer des tricks comme les jumps ou les grinds tout en allant très vite. Les rollers sont très semblables au roller agressif mais avec de grande roues (du 72 mm au 125 mm).

## Types de figures

### Slides
Il s'agit de glisser sur une barre en fer ou d'autre matière à l'aide de la platine située autour des roues. Il existe plusieurs types de slides, allant du simple soul (le roller gauche  sur le coping et roller droit calé perpendiculairement au gauche ou inversement selon le côté préféré du rider) au back-unity (arrivée en 180 sur la barre, en glissant sur le milieu du roller, en travers, jambes croisées).
Les slides se pratiquent sur toutes sortes de barres, qui peuvent être sur le coping d'une rampe, de modules, au sol, ou sur un muret et parfois même, des rampes d'escalier sont utilisées à cet effet.
Il s'agit également d'un type de freinage très difficile a exécuter, pieds parallèles (comme au ski, mais sur le bitume).

### Sauts

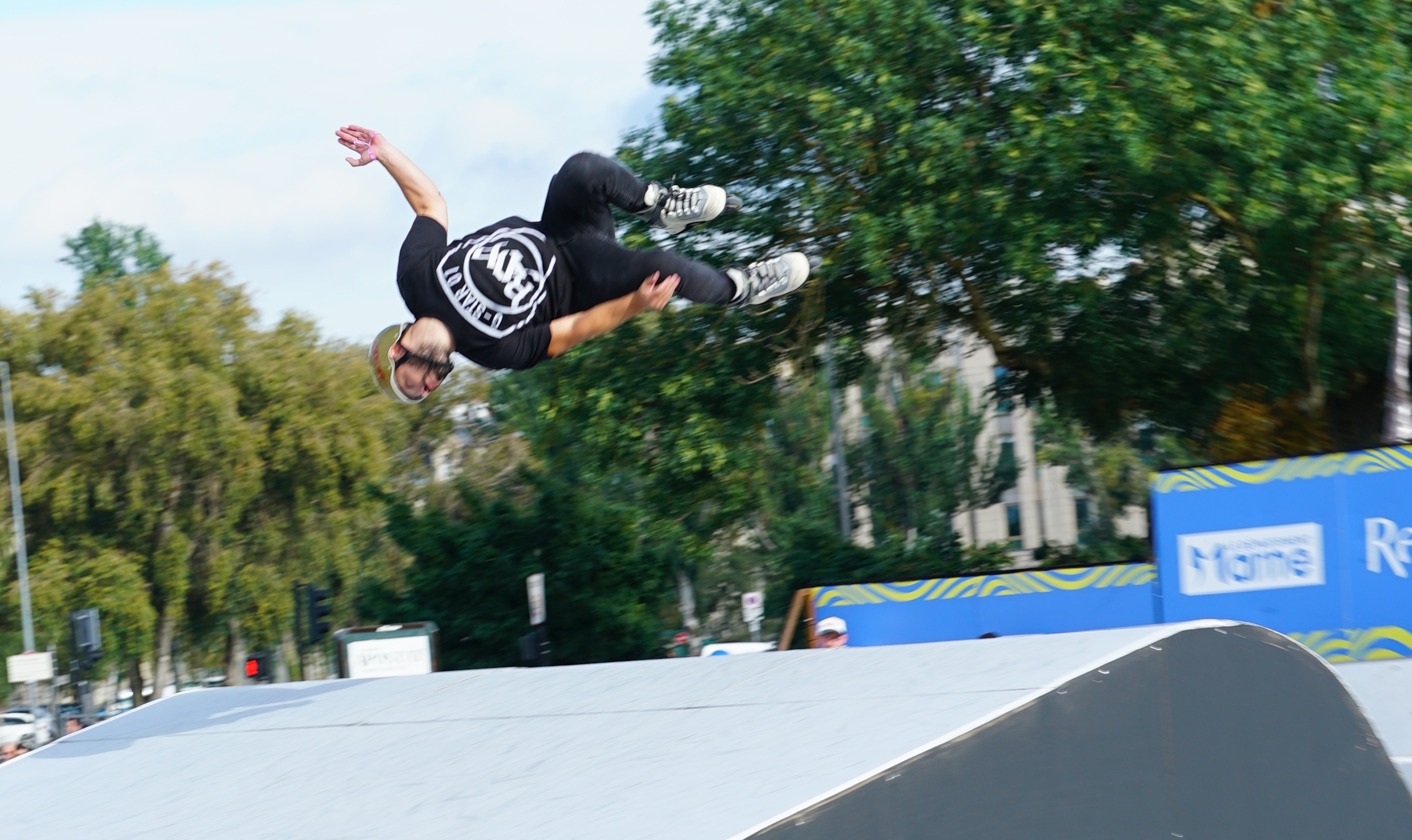
Champion de France en plein saut.

Les sauts, dont le saut commun, appelé air. Est considéré comme un air tout saut dans une rampe, du moment que les deux patins décollent simultanément du sol, et vont plus haut que le coping. Le patineur peut réaliser des rotations, pouvant aller de 180, à 1620 pour les patineurs virtuoses, des rotations engagées : backflip, frontflip (salto arrière ou avant), mistyflip (salto avant 180), flair (salto arrière 180)...  et des grabs (action d'attraper le patin dans différentes positions) comme le mute, le stalefish, etc.

### Inverts
Les inverts sont un peu comme des poiriers. Ce sont des figures réalisées par un appui d'une main sur le coping ou sur la courbe. Le patineur prend appui sur cette main pour relever ses patins, et selon la figure qu'il veut réaliser, se retourner, les passer au-dessus de lui, faire une rotation, et même parfois enchaîner un slide.

### Gaps
Tirant son nom du mot anglais pour « fossé », un gap consiste à sauter d'un endroit à un autre en contrebas (généralement des marches).

## Athlètes reconnus
- Taïg Khris
- Lamine Fathi
- Julien Cudot

## Pratique
Le roller agressif peut être pratiqué en club avec la  fédération française de roller ou individuellement. En effet, les clubs de roller agressifs et de d'autres sports extrêmes ont fait leur grande apparition au début des années 2000, cela est notamment dû aux réseaux sociaux tels que YouTube ou  Dailymotion et ses influenceurs  ainsi que les compétitions appelées « contest » et les séries télévisées telles que le Nitrocircus. Les compétitions sont apparues en 1994 avec les X Games et ont plu directement au public par des figures impressionnantes. Par la suite, de nouvelles compétitions sont apparues tel que le FISE.